# آدولفو دیاز
آدولفو دیاز (به اسپانیایی: Adolfo Díaz) (زاده ۱۵ ژوئیه ۱۸۷۵ – درگذشته ۲۹ ژانویه ۱۹۶۴) یک سیاستمدار اهل نیکاراگوئه بود. وی از ۹ مه ۱۹۱۱ تا ۱ ژانویه ۱۹۱۷ و از ۱۴ نوامبر ۱۹۲۶ تا ۱ ژانویه ۱۹۲۹ رئیس‌جمهور این کشور بود.